# ベス・オートン
ベス・オートン（Beth Orton、本名：Elizabeth Caroline Orton、1970年12月14日 - ）は、イギリス・ノリッジ出身のシンガーソングライター。夫はシンガーソングライターのサム・アミドン。
元々は女優志望で、12歳のときに学校を辞めてロンドンへ移り住む。そこでU2やマドンナなどのアルバム制作に関わったことのあるミュージシャンでありプロデューサーでもあるウィリアム・オービットと出会い、1992年に2人で「Spill」という名の音楽ユニットを結成し1枚のシングルを発表するものの、彼女のシンガーとしての才能を見抜いたオービットはすぐにユニットを解散し、彼女のソロ活動に全面的に協力するようになる。
そして翌年、オービットのプロデュースの元、ファースト・アルバム『スーパーピンキーマンデイ』を日本でのみリリース。1995年にはケミカル・ブラザーズのファースト・アルバムにゲスト参加。これを機に徐々に名前が知られるようになり、セカンド・アルバム『トレイラー・パーク』を本国でもリリースするまでに至った。
これ以降の作品ではドクター・ジョン、ベン・ハーパー、バート・ヤンシュ、テリー・キャリアーなどとも競演している。
ちなみに2001年、ミュージカル映画『サウスランダー』にベックを含む様々なミュージシャン達と共に出演。女優の夢を実現させている。

## ディスコグラフィ

### スタジオ・アルバム
- 『スーパーピンキーマンデイ』 - Superpinkymandy (1993年)
- 『トレイラー・パーク』 - Trailer Park (1996年)
- 『セントラル・リザヴェイション』 - Central Reservation (1999年)
- 『デイブレイカー』 - Daybreaker (2002年)
- 『コンフォート・オブ・ストレンジャーズ』 - Comfort of Strangers (2006年)
- 『シュガリング・シーズン』 - Sugaring Season (2012年)
- 『キッドスティックス』 - Kidsticks (2016年)
- 『ウェザー・アライブ』 - Weather Alive (2022年)

### コンピレーション・アルバム
- 『ジ・アザー・サイド・オブ・デイブレイク』 - The Other Side of Daybreak (2003年)
- 『パス・イン・タイム〜ベスト・オブ・ベス・オートン』 - Pass in Time: The Definitive Collection (2003年)